# 11311 Peleus
A 11311 Peleus (ideiglenes jelöléssel 1993 XN2) egy földközeli kisbolygó. Carolyn Shoemaker és Eugene Merle Shoemaker fedezte fel 1993. december 10-én.